# قمة الصحة العالمية
قمة الصحة العالمية هي مؤتمر رعاية صحية حول تطوير السياسة الصحية العالمية. يُقام سنويًا في برلين، ألمانيا خلال شهر أكتوبر، ويجمع قادة من الأوساط الأكاديمية والعلوم والسياسة والصناعية بالإضافة إلى أشخاص من القطاع الخاص والمجتمع المدني.

## التاريخ
بدأت القمة في عام 2009 بمناسبة الذكرى السنوية الـ300 ل شاريتيه-جامعة برلين. أدرك المؤسسون أنه في حين أن التجمعات المماثلة للقادة كانت راسخة في مجالات مثل التنمية الاقتصادية والتكنولوجيا، لم يكن هناك منتدى عالمي للممارسة الطبية والبحث وأنظمة الرعاية الصحية. تاريخيًا، يحضر وزير الصحة الاتحادي الألماني قمة الصحة العالمية ويلقي كلمة رئيسية في حفل الافتتاح. عندما كان كلاوس فوفريت رئيس بلدية برلين، كان حاضرًا منتظمًا في قمة الصحة العالمية ومشاركًا بارزًا في مراسم الافتتاح أيضًا.